# 사란더현

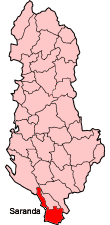
사란더 현의 위치

사란더현(알바니아어: Rrethi i Sarandës)은 알바니아를 구성하는 36개 현 가운데 하나로, 현청 소재지는 사란더이며 면적은 730km2, 인구는 48,474명(2010년 기준)이다. 행정 구역상으로는 블로러 주에 속한다.